# ديمتريوس فيريرا
ديميتريوس فيريرا (بالبرتغالية: Demetrius Ferreira‏) (مواليد 19 يناير 1974) لاعب كرة قدم برازيلي سابق.
كان البرازيلي معروف بصفاته الفنية بشكل ملحوظ في المراحل الهجومية. في الوقت الذي كانت ترغب فيه الأندية الإنجليزية في التعاقد معه فإن مدافع نادي باستيا السابق تعاقد مع أولمبيك مارسيليا لمدة عامين في يونيو 2004 بعد أن كان هناك على سبيل الإعارة منذ يناير 2004. كان موسمه الأول الكامل (2004-05) متوسطا تمامًا مثل الفريق.
في عامي 2005 و2006 قدم أداء جيد قبل أن يفقد مكانه بسبب تواضع أدائه. تم استخدامه في وقت لاحق للحلول مكان اللاعبين المصابين أو الموقوفين. انتهى عقده في يونيو 2006. خلال موسم 2006-07 لعب مع نادي تروا الفرنسي. عندما كان في أولمبيك مارسيليا شارك أساسيا في المباراة النهائية لكأس الاتحاد الأوروبي عام 2004.